# Ehemalige Freischule/Wilhelmschule

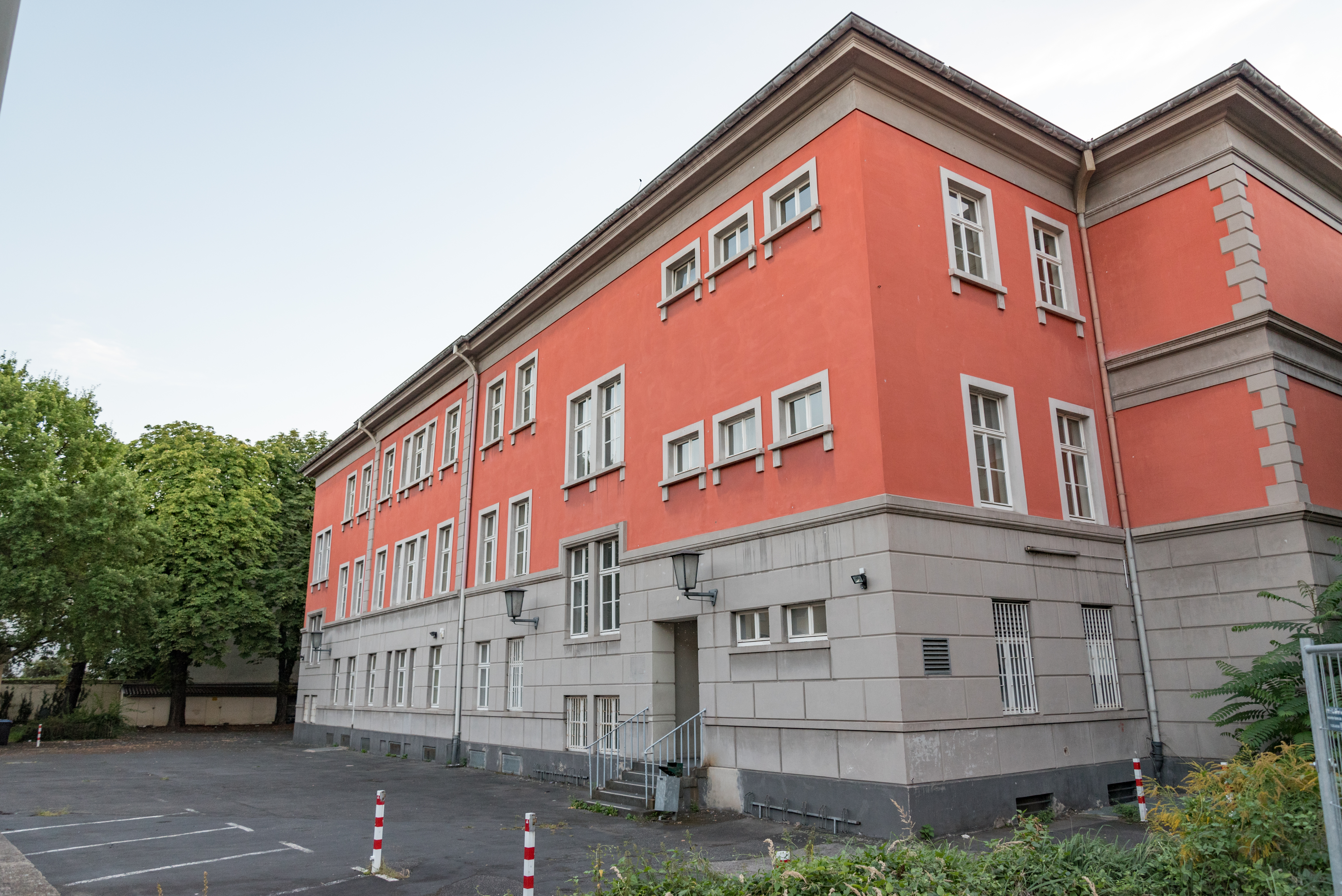
Das Gebäude der ehemaligen Volkshochschule Bonn, Eingang zur Wilhelmstraße.

Die Ehemalige Freischule/Wilhelmschule ist ein eingetragenes Baudenkmal (Nr. A 3383) in Bonn. Das Gebäude befindet sich gegenüber dem Amtsgericht Bonn zwischen der Kasernenstraße und der Wilhelmstraße.

## Geschichte
Das Gebäude wurde im Jahr 1831 als kostenlose Schule für Kinder von mittellosen Eltern (Armenschule) erbaut. Noch bevor der Schulbetrieb begann, wurde das Gebäude kurzzeitig zu einem Cholera-Krankenhaus umfunktioniert.
Bis 1878 bestand die Freischule, dann wurden die Schulgeldzahlungen in Bonn aufgehoben, sodass nun alle Schulen kostenlos besucht werden konnten. Im Jahr 1899 erhielt die Einrichtung den neuen Namen „Wilhelmschule“. Am 21. April 1903 wurden die Schulklassen und Lehrkräfte in ein neues Gebäude verlegt, das als „Nordschule“ eröffnet wurde.
Zu dieser Zeit wurde auch das Mannheimer Schulsystem eingeführt und die bisherige Wilhelmschule wurde zur Förderschule. Nachdem der Schulbetrieb im Ersten Weltkrieg unterbrochen wurde, begann im Jahr 1919 wieder der Unterricht mit Förderklassen und Regelklassen, die parallel im Gebäude untergebracht wurden. In den Jahren 1926 bis 1933 wurde das Gebäude zeitweise für die neugegründete Pädagogische Akademie genutzt, bevor diese in einen Neubau am heutigen Platz der Platz der Vereinten Nationen umzog. Im Zweiten Weltkrieg waren zeitweise Personen in dem Gebäude untergebracht, die nach Bombenangriffen keine Unterkunft mehr hatten. Dazu war das Haus mit einem politischen Leiter der NSDAP und einer Vertreterin der NS-Frauenschaft besetzt. Später wurde das Gebäude teilweise durch Bombenangriffe beschädigt. Bei der Wiedereröffnung 1949 wurde es als Haus der Erwachsenenbildung zum Sitz der neugegründeten Volkshochschule und der Hauptstelle der Stadtbibliothek. Die Stadtbibliothek Bonn war dort bis 1980 untergebracht, die Volkshochschule bis zum Jahr 2015.

## Heutige Nutzung
Nach drei Jahren Leerstand wurde das Gebäude ab Oktober 2018 vom Verein Rhizom e. V. gemietet und unter dem Namen „Alte VHS“ als alternatives Kulturzentrum von weiteren assoziierten Gruppen wie den lokalen Ortsgruppen von Fridays for Future und Greenpeace genutzt. Unter anderem waren darin eine Werkstatt für Siebdruck, ein Umsonstladen und ein ehrenamtlich und auf Spendenbasis betriebenes Café eingerichtet worden. Ursprünglich sollte der Verein die Alte VHS nur für drei Monate von der Stadt mieten können, daraus wurden zwei Jahre. Im Juni 2021 sollte das Kulturzentrum ausziehen, um den Umbau des Gebäudes in eine Kindertagesstätte zu ermöglichen, dies wurde bis zum Ende des Jahres 2021 verschoben. In einem offenen Brief, der von über 80 Bonner Vereinen und Gruppen unterschrieben wurde, forderte der Verein Rhizom die Stadt Bonn und Oberbürgermeisterin Katja Dörner dazu auf, einen alternativen Standort für das Kulturzentrum vorzuschlagen. Dieser wurde in Beuel gefunden: Seit 2022 ist das Kulturzentrum „Alte VHS“ dort in einem ehemaligen Schulgebäude in der Rölsdorfstraße 20  untergebracht. Das Gebäude gegenüber des Amtsgerichts soll für eine Kindertagesstätte Verwendung finden.